# ميك هارفورد
ميك هارفورد (بالإنجليزية: Mick Harford)‏ هو لاعب كرة قدم ومدرب كرة قدم بريطاني في مركز الهجوم، ولد في 12 فبراير 1959 في سندرلاند في المملكة المتحدة. شارك مع منتخب إنجلترا لكرة القدم. أما مع النوادي، فقد لعب مع برمنغهام سيتي وديربي كاونتي وكوفنتري سيتي ونادي بريستول سيتي ونادي تشيلسي ونادي سندرلاند ونادي لوتون تاون ونادي لينكولن سيتي ونادي ويمبلدون ونيوكاسل يونايتد.

## وصلات خارجية
- ميك هارفورد على موقع قاعدة بيانات كرة القدم.إي يو (الإنجليزية)
- ميك هارفورد على موقع ناشيونال فوتبول تيمز (الإنجليزية)
- ميك هارفورد على موقع Soccerbase.com (لاعب) (الإنجليزية)
- ميك هارفورد على موقع عالم كرة القدم.نت (الإنجليزية)